# Sheila Kitzinger
Sheila Helena Elizabeth Kitzinger (ur. 29 marca 1929 w Taunton, hrabstwo Somerset, zm. 11 kwietnia 2015) – brytyjska antropolożka, autorka wielu książek o ciąży, porodzie i macierzyństwie. 

## Życiorys
Została odznaczona Orderem Imperium Brytyjskiego za zasługi w promowaniu porodu naturalnego oraz karmienia piersią, poprzez swoje publikacje, wykłady, a dawniej także manifestacje uliczne itp.
Choć nigdy nie uzyskała dyplomu położnej, była profesorem honorowym na Thames Valley University oraz prowadziła wykłady z położnictwa w Wolfson School of Health Sciences. Prowadziła także warsztaty z antropologii kulturowej porodu i karmienia piersią.
Sheila Kitzinger wierzyła, że wszystkie kobiety, których ciąża przebiega prawidłowo powinny mieć możliwość rodzić w domu. Jej liczne książki poświęcone są kobiecym doświadczeniom związanym z ciążą i porodem, opieką medyczną w tym czasie, planach porodu, sztucznym wywoływaniem porodu, znieczuleniom zewnątrzoponowym, nacinaniem krocza, karmieniem piersią, a także depresją poporodową.

## Metoda Kitzinger
Metoda autorstwa Sheili Kitzinger, której główną ideą jest to, że poród jest formą seksualizmu w życiu kobiety. Autorka zwraca w tej metodzie uwagę na psychologiczno-seksualne przygotowanie kobiet ciężarnych do w pełni świadomego przeżycia aktu narodzin.
Metoda polega na przygotowaniu kobiet podczas ciąży poprzez tłumaczenie fizjologii procesów zachodzących w ciąży, podczas porodu oraz to w jak harmonijny sposób te procesy współdziałają ze sobą. Ponadto zawiera techniki relaksacyjne, polegające na delikatnym masażu, których zadaniem jest poznanie i świadomość własnego ciała.
Wyróżniające i przełomowe w tej metodzie jest poznawanie i "wsłuchiwanie" się w swoje ciało, do czego wykorzystywane są ćwiczenia, które wykorzystują związek pomiędzy napiętymi częściami ciała, a tymi częściami, które są rozluźnione. Trafnym spostrzeżeniem jest korelacja nerwowo-mięśniowa pomiędzy mięśniami ust, a mięśniami pochwy. Ta obserwacja jest ogromnie ważna i wykorzystywana podświadomie i intuicyjnie podczas porodu, ponieważ kiedy kobieta odczuwa napięcie podczas porodu w okolicach pochwy może sobie pomóc poprzez rozluźnienie warg, języka, żuchwy i lekko rozchylić usta. Gdy usta są zaciśnięte rozluźnienie mięśni dna miednicy są prawie niemożliwe.

## Ważniejsze publikacje
- Improving Maternity Services: Small Is Beautiful - Lessons from a Birth Centre (Foreword), Radcliffe Publishing Ltd 2006, ISBN 1-84619-095-9
- Birth Crisis, Routledge 2006, ISBN 0-415-37266-6
- The Politics of Birth, Elsevier, USA 2005, ISBN 0-7506-8876-9
- Understanding Your Crying Baby, Carroll & Brown 2005, ISBN 1-904760-21-X
- The New Experience of Childbirth, Orion 2004
- The New Pregnancy & Childbirth - Choices & Challenges, Dorling Kindersley 2003
- Birth Your Way - Choosing birth at home or in a birth centre, Dorling Kindersley 2002
- Rediscovering Birth, Little, Brown 2000, ISBN 0-316-85393-3
- Becoming a Grandmother: A Life Transition, Simon & Schuster 1997, ISBN 0-684-19619-0
- Birth over Thirty-Five, Sheldon Press 1994, ISBN 0-85969-691-X, polskie wydanie "Poród po 35 roku życia". Prószyński i S-ka 2000
- The Year after Childbirth: Surviving and Enjoying the First Year of Motherhood, Scribner 1994, ISBN 0-684-19615-8 polskie wydanie "Rok po urodzeniu dziecka". Prószyński i S-ka 2000
- Ourselves as Mothers, Bantam 1992, ISBN 0-04-440742-4
- The Midwife Challenge (Issues in Women's Health series), Pandora Press 1991, ISBN 0-04-440845-5
- Homebirth, Dk Pub 1991, ISBN 1-879431-01-7, polskie wydanie "Rodzić w domu", Springer PWN, Warszawa 1995
- Pregnancy Day by Day: The Expectant Mother's Diary, Record Book, and Guide, Knopf 1990, ISBN 0-394-58751-0
- The Crying Baby, Penguin Books 1990, ISBN 0-14-009410-5, polskie wydanie "Płaczące niemowlę". Prószyński i S-ka 2000
- Breastfeeding Your Baby, Dorling Kindersley 1989, polskie wydanie "Karmienie piersią". PZWL Warszawa 1988
- Your Baby, Your Way, Pantheon Books 1987, ISBN 0-394-75249-X
- Giving Birth, How it Really Feels, Victor Gollancz Ltd 1987, ISBN 0-575-04110-2
- Being Born, Grosset & Dunlap 1986, ISBN 0-448-18990-9
- A Celebration of Birth - The Experience of Childbirth, Penguin 5th ed 1984, polskie wydanie "Szkoła Rodzenia". Wydawnictwo Wojciech Pogonowski, Warszawa 1996
- Woman's Experience of Sex Penguin 1983
- Birth Over 30, HarperCollins 1982, ISBN 0-85969-365-1
- The Complete Book of Pregnancy and Childbirth Dorling Kindersley 1980, rev 1989, rev 1996, ISBN 0-679-45028-9 (Knopf US edition)
- Giving Birth: The Parents' Emotions in Childbirth, Victor Gollancz 1971